# Sarah Kent
Sarah Kent (ur. 10 lutego 1990 w Kalgoorlie) – australijska kolarka torowa i szosowa, dwukrotna medalistka mistrzostw świata w kolarstwie torowym.

## Kariera
Pierwszy sukces osiągnęła w 2007 roku, kiedy na mistrzostwach świata juniorów w kolarstwie torowym zdobyła w srebrny medal w wyścigu indywidualnym na dochodzenie. Rok później, na mistrzostwach świata w tej samej kategorii wiekowej zdobyła złoty medal w drużynowym wyścigu na dochodzenie i srebrny w indywidualnie. W 2009 roku wzięła udział w mistrzostwach świata w Pruszkowie, gdzie wspólnie z Ashlee Ankudinoff i Josephine Tomic zdobyła brązowy medal w wyścigu drużynowym na dochodzenie. Na rozgrywanych w 2010 roku mistrzostwach świata w Kopenhadze Australijki w tym samym składzie co w Pruszkowie wywalczyły złoty medal, wyprzedzając Brytyjki oraz reprezentantki Nowej Zelandii. Kent jest także medalistką mistrzostw Australii w kolarstwie szosowym.